# Xarxa de difracció

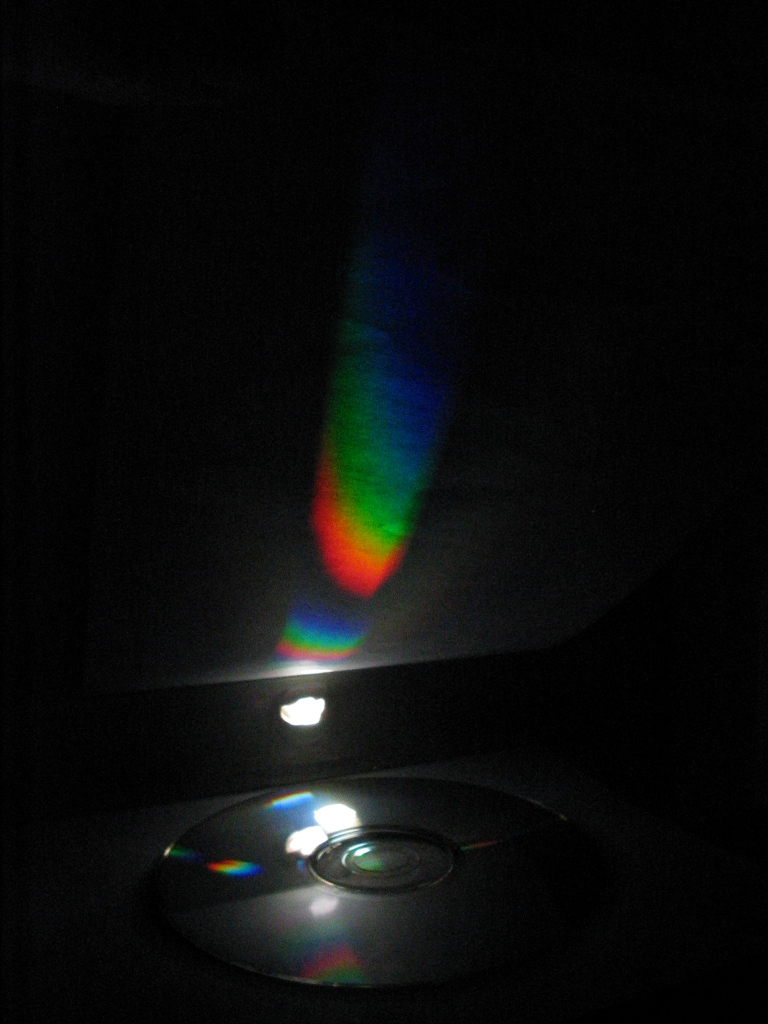
Un CD-ROM és una xarxa de difracció: Un CD-ROM crea un patró de difracció per reflexió. Té una construcció que s'assembla a les xarxes de difracció. A la foto es poden apreciar els dos primers ordres de difracció.

Una xarxa de difracció és, en òptica, un component òptic amb un patró regular, que difracta (divideix) la llum en diversos feixos que viatgen en diferents direccions. La direcció d'aquests feixos depèn de l'espaiat de la xarxa i de la longitud d'ona de la llum incident, de manera que la xarxa actua com un element dispersiu. Gràcies a això, les xarxes s'utilitzen habitualment en monocromadors i espectròmetres.

## Principi de funcionament
En el context de l'òptica de Fourier, una xarxa de difracció pot ser modelada com un cert material amb transmissió {\displaystyle t(x,y)}. Aquesta funció pot ser sempre descrita per una sèrie de Fourier. Si suposem a més que la variació es dona respecte una direcció només, {\displaystyle t(x,y)=t(x)}, i que aquesta variació té un període fonamental {\displaystyle d}, podem escriure
{\displaystyle t(x)=\sum _{m=-\infty }^{+\infty }c_{m}\mathrm {e} ^{\frac {2\pi inx}{d}}}
on {\displaystyle i={\sqrt {-1}}}. Una ona plana incident sobre aquesta xarxa, formant un angle {\displaystyle \alpha } respecte l'eix z, pot escriure's de la següent forma (assumint que ens trobem al buit):
{\displaystyle U(x,z)=U_{0}\mathrm {e} ^{ik(x\sin \alpha +z\cos \alpha )}}
on {\displaystyle k={\frac {2\pi }{\lambda }}}, essent {\displaystyle \lambda } la longitud d'ona en el buit. Si la xarxa es troba a {\displaystyle z=0}, el patró de difracció de Fraunhoffer a una distància {\displaystyle R} vindrà donat per:
{\displaystyle U_{\infty }(x',y')={\frac {\mathrm {e} ^{ikR}}{i\lambda R}}\iint _{-\infty }^{+\infty }U(x,y)t(x)\mathrm {e} ^{-{\frac {ik}{R}}(xx'+yy')}dxdy={\frac {\mathrm {e} ^{ikR}}{i\lambda R}}U_{0}\iint _{-\infty }^{+\infty }\mathrm {e} ^{ikx\sin \alpha }\sum _{m=-\infty }^{+\infty }c_{n}\mathrm {e} ^{\frac {2\pi inx}{d}}\mathrm {e} ^{-{\frac {ik}{R}}(xx'+yy')}dxdy}
Aquesta és una integral de termes unimodulars oscil·latoris. Per tant, assolirà valors no negligibles si i només si els exponents s'anul·len entre sí. Directament de l'expressió anterior, trobem la següent igualtat:
{\displaystyle kx\sin \alpha +{\frac {2\pi mx}{d}}-{\frac {kxx'}{R}}=0}
En l'aproximació de Fraunhoffer, on les dimensions transversals del pla situat a una distància {\displaystyle R} són negligibles comparades amb aquesta distància, podem fer la següent aproximació
{\displaystyle {\frac {x'}{R}}\approx \sin \theta }
on {\displaystyle \theta } és l'angle que formaria un raig de llum provinent del centre de la xarxa amb el punt d'observació {\displaystyle x'} a la distància {\displaystyle R}. Com que la igualtat dels exponents s'ha de donar independentment del punt {\displaystyle x} on incideixi l'ona, podem eliminar-la per arribar a la següent expressió (amb la substitució de {\displaystyle k} en termes de la longitud d'ona>
{\displaystyle d(\sin \theta -\sin \alpha )=m\lambda }
Aquesta és la fórmula més general d'una xarxa de difracció. En les aplicacions més habituals l'angle d'incidència de l'ona es fixa a {\displaystyle \alpha =0}, tot resultant en la més habitual relació
{\displaystyle d\sin \theta =m\lambda }
L'anàlisi fet en l'aproximació escalar de l'òptica ens permet també estudiar com l'energia es disposa segons els diferents ordres {\displaystyle m} de la difracció. Com que els ordres reforçats es troben en angles diferents, podem suposar que la intensitat total de llum és la suma de les intensitats de cada ordre. Tenint en compte que la intensitat de l'ona és proporcional al mòdul al quadrat de l'amplitud, podem veure que la intensitat de l'ordre {\displaystyle m}-èssim és:
{\displaystyle I_{m}\propto \vert c_{m}\vert ^{2}}
Amb aquesta relació, podem dissenyar una xarxa de difracció a partir dels coeficients de Fourier que desitgem per tal de reforçar els ordres que ens interessin. Degut a les propietats de les sèries de Fourier, si el coeficient {\displaystyle m} té el mòdul més gran, la resta de coeficients només en podran tenir un d'igual o inferior. Això físicament no és res més que la conservació de l'energia, de forma que en reforçar un ordre la resta se'n veuen afeblits.

## Tipus Echelle

Espectròmetre Echelle: La primera xarxa de difracció està optimitzada per als ordres de difracció baixos, mentre que els ordres superiors milloren la seva intensitat de sortida amb la xarxa Echelle. Tots dos elements difractius estan muntats ortogonalment de manera que els ordres amb major intensitat siguin separats transversalment. Com que només algunes parts de l'espectre de cada ordre coincideixen espacialment, només es presentaran algunes parts de solapament espectral (com la línia verda a la regió vermella).

La xarxa de difracció Echelle (del francès, Echelle, escala) és un tipus de xarxa de difracció que es caracteritza per presentar una densitat de línies relativament baixa però presenta major nombre d'ordres de difracció. Per aquest motiu, s'obté una major eficiència i menors efectes de polarització en rangs de longituds d'ona més grans. Les xarxes Echelle són usades en espectròmetres i instruments similars com el HARPS i nombrosos instruments astronòmics.

### Principi de funcionament
Igual que altres xarxes de difracció, la xarxa Echelle està formada per una sèrie de ranures (esglaons) amb amples pròxims a la longitud d'ona de la llum a difractar. Aquesta estructura permet que la llum de la longitud d'ona associada a cada ranura sigui difractada cap a la posició corresponent a l'ordre zero quan la seva incidència sigui normal al pla de difracció, mentre que els ordres més grans seran refractats amb angles específics definits per la densitat de la xarxa per a cada ordre seleccionat.
La separació angular entre els diferents ordres decreix de forma monòtona a mesura que augmenta el número d'ordre, de manera que per ordres superiors la separació entre ells tendeix a desaparèixer, mentre que els ordres menors solen quedar correctament separats.
La intensitat del patró de difracció es pot alterar modificant la inclinació de la xarxa de difracció, especialment amb les xarxes de tipus reflectant on les ranures són substituïdes per superfícies altament reflectores.

### Formulació bàsica
L'equació que ens relaciona els angles en què observem els màxims de difracció amb la longitud d'ona de la radiació incident i la distància entre escletxes és:
{\displaystyle d\ \sin {\theta _{m}}=m\lambda }
De manera que si per exemple volguéssim trobar l'angle en què es donaran els màxims tindríem:
{\displaystyle \theta _{m}=\arcsin {\left({\frac {m\lambda }{d}}\right)}}
Cal observar que "d" és la separació entre escletxes i "m" l'ordre del màxim. Per al principal m=1, i així successivament.

## Xarxes com a elements dispersius

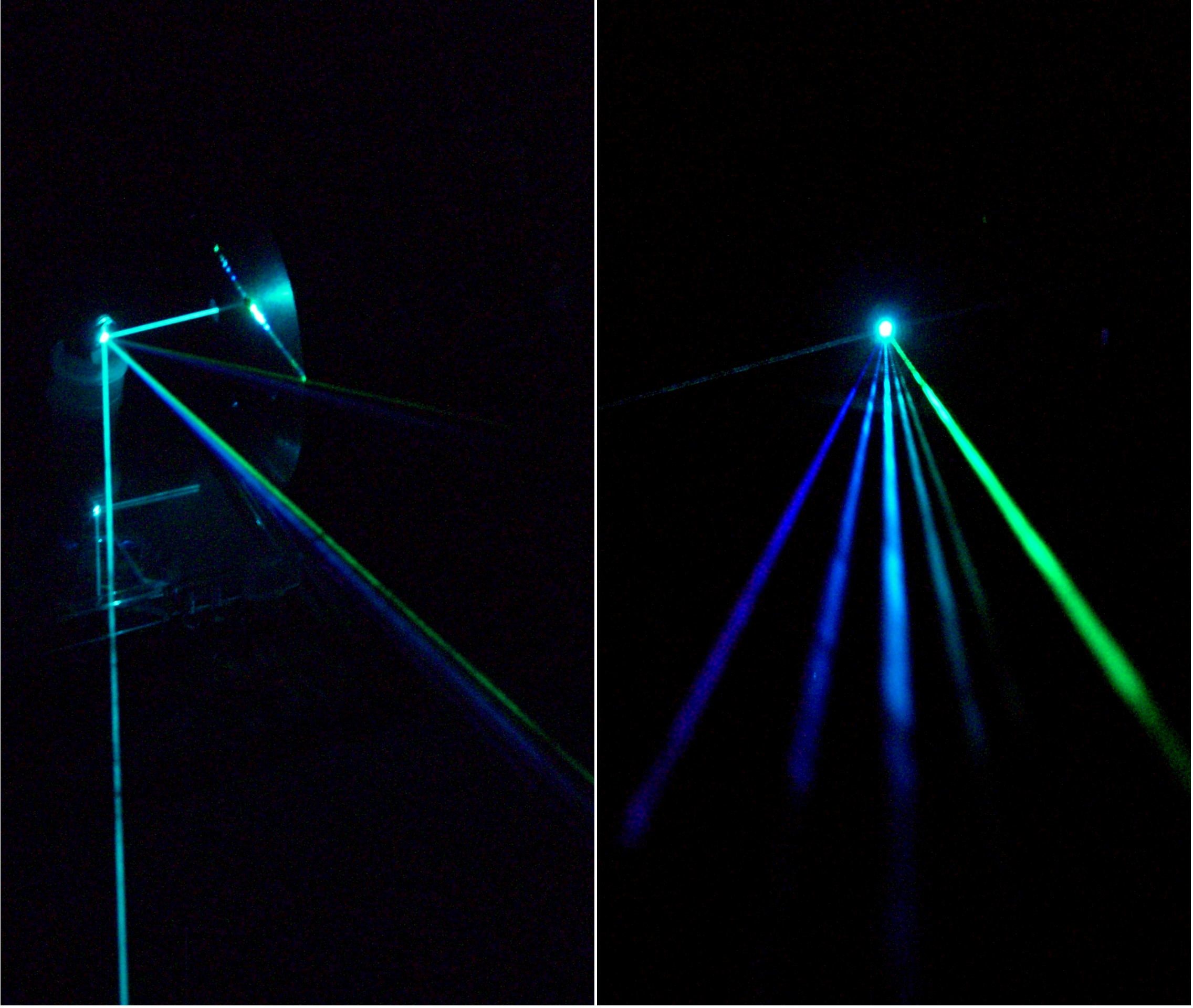
Un raig làser d'argó que consta de diversos colors (longituds d'ona) colpeja una reixa de mirall de difracció de silici i es separa en diversos feixos, un per a cada longitud d'ona. Les longituds d'ona són (d'esquerra a dreta) 458 nm, 476 nm, 488 nm, 497 nm, 502 nm i 515 nm.

La dependència de la longitud d'ona en l'equació de la xarxa mostra que la xarxa separa un feix policromàtic incident en els seus components de longitud d'ona en diferents angles, és a dir, és dispersiva angular. Cada longitud d'ona de l'espectre de feix d'entrada s'envia en una direcció diferent, produint un arc de Sant Martí de colors sota il·luminació de llum blanca. Això és visualment similar al funcionament d'un prisma, encara que el mecanisme és molt diferent. Un prisma refracta ones de diferents longituds d'ona a diferents angles a causa dels seus diferents índexs de refracció, mentre que una xarxa difracta diferents longituds d'ona a diferents angles a causa de la interferència a cada longitud d'ona.

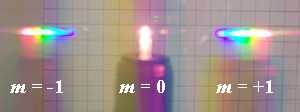
Una bombeta d'una llanterna vista a través d'una xarxa transmissiva, que mostra dos ordres difractats. L'ordre m = 0 correspon a una transmissió directa de llum a través de la xarxa. En el primer ordre positiu (m = +1), els colors amb longituds d'ona creixents (del blau al vermell) es difracten en angles creixents.

Els feixos difractats corresponents a ordres consecutius es poden solapar, depenent del contingut espectral del feix incident i de la densitat de la xarxa. Com més alt sigui l'ordre espectral, més gran serà la superposició en l'ordre següent.
L'equació de la xarxa mostra que els angles dels ordres difractats només depenen del període dels solcs, i no de la seva forma. Controlant el perfil de la secció transversal de les ranures, és possible concentrar la major part de l'energia òptica difractada en un ordre particular per a una longitud d'ona determinada. S'utilitza habitualment un perfil triangular. Aquesta tècnica s'anomena escaleig. L'angle incident i la longitud d'ona per als quals la difracció és més eficient (la relació entre l'energia òptica difractada i l'energia incident és la més alta) sovint s'anomenen angle fulgurant i longitud d'ona fulgurant. L'eficiència d'una xarxa també pot dependre de la polarització de la llum incident. Les reixes solen designar-se per la densitat de solc, el nombre de solcs per unitat de longitud, normalment expressat en solcs per mil·límetre (g/mm), també igual a la inversa del període de solc. El període de solc ha de ser de l'ordre de la longitud d'ona d'interès; el rang espectral cobert per una reixeta depèn de l'espaiat entre solcs i és el mateix per a reixes reglades i hologràfiques amb la mateixa constant de reixeta (és a dir, densitat de solc o període de solc). La longitud d'ona màxima que pot difractar una xarxa és igual al doble del període de la xarxa, en aquest cas la llum incident i difractada es troben a noranta graus (90°) respecte a la normal de la xarxa. Per obtenir dispersió de freqüència sobre una freqüència més àmplia cal utilitzar un prisma. El règim òptic, en el qual és més habitual l'ús de reixes, correspon a longituds d'ona entre 100 nm i 10 µm. En aquest cas, la densitat del solc pot variar des d'unes quantes desenes de solcs per mil·límetre, com en xarxes de difracció, fins a uns quants milers de solcs per mil·límetre.
Quan l'espai entre solcs és inferior a la meitat de la longitud d'ona de la llum, l'únic ordre actual és l'ordre m = 0. Les reixes amb una periodicitat tan petita (respecte a la longitud d'ona de la llum incident) s'anomenen reixes de longitud d'ona i presenten propietats òptiques especials. Fets sobre un material isòtrop, les reixes de sublongitud d'ona donen lloc a la birefringència, en la qual el material es comporta com si fos birefringent.

## Fabricació

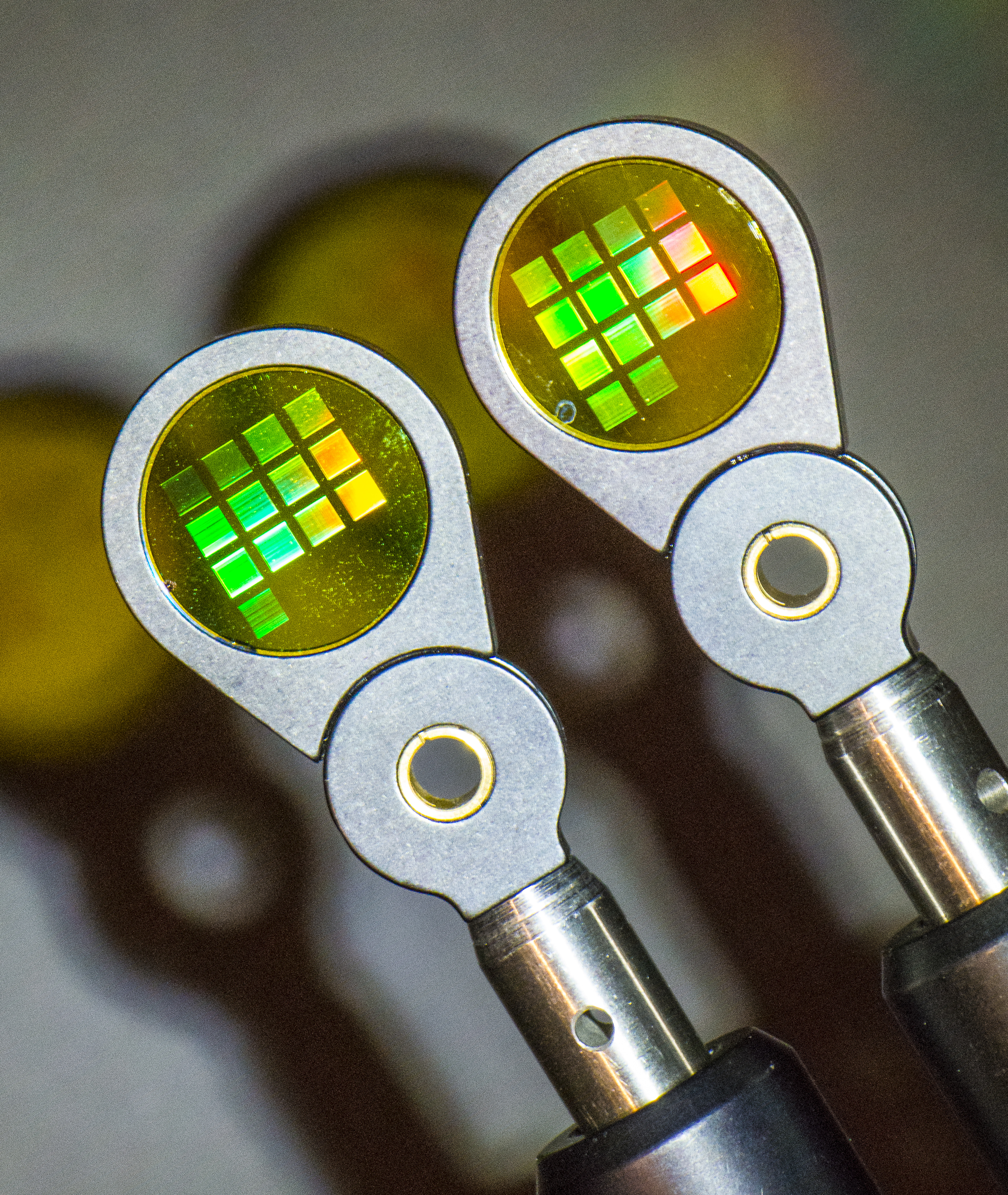
Reixa de difracció gravada sobre plaques.

### Reixes SR (Relleu superficial)
Les reixes SR s'anomenen a causa de la seva estructura superficial de depressions (baix relleu) i elevacions (alt relleu). Originalment, les reixetes d'alta resolució estaven governades per motors de govern d'alta qualitat la construcció dels quals era una gran empresa. Henry Joseph Grayson va dissenyar una màquina per fer reixes de difracció, tenint èxit amb una de les 120.000 línies per polzada (aproximadament 4.724 línies per mm) el 1899. Més tard, les tècniques de fotolitografia van crear reixes mitjançant patrons d'interferència hologràfics. Una reixa hologràfica té solcs sinusoïdals com a resultat d'un patró d'interferència sinusoïdal òptic sobre el material de la reixeta durant la fabricació, i pot ser que no sigui tan eficient com les reixes reglades, però sovint es prefereixen en els monocromadors perquè produir menys llum periòdica. Una tècnica de còpia pot fer rèpliques d'alta qualitat a partir de reixes mestres de qualsevol tipus, reduint així els costos de fabricació.
La tecnologia dels semiconductors avui també s'utilitza per gravar reixes amb patrons hologràfics en materials robusts com la sílice fosa. D'aquesta manera, l'holografia de baixa llum dispersa es combina amb l'alta eficiència de les reixes de transmissió profundes i gravades, i es pot incorporar a la tecnologia de fabricació de semiconductors de gran volum i baix cost.

### Reixes VPH (Volume Phase Holography)
Un altre mètode per a la fabricació de xarxes de difracció utilitza un gel fotosensible intercalat entre dos substrats. Un patró d'interferència hologràfica exposa el gel, que es desenvolupa posteriorment. Aquestes reixes, anomenades reixes de difracció d'holografia en fase de volum (o reixes de difracció VPH) no tenen solcs físics, sinó una modulació periòdica de l'índex de refracció dins del gel. Això elimina gran part dels efectes de dispersió de superfície que es veuen típicament en altres tipus de reixes. Aquestes reixes també solen tenir una eficiència més alta i permeten la inclusió de patrons complicats en una única reixa. Una xarxa de difracció VPH és normalment una xarxa de transmissió, a través de la qual passa la llum incident i es difracta, però també es pot fer una xarxa de reflexió VPH inclinant la direcció d'una modulació de l'índex de refracció respecte a la superfície de la xarxa. En versions anteriors d'aquestes reixes, la susceptibilitat ambiental era una compensació, ja que el gel s'havia de contenir a baixa temperatura i humitat. Normalment, les substàncies fotosensibles estan segellades entre dos substrats que els fan resistents a la humitat i a les tensions tèrmiques i mecàniques. Les reixes de difracció VPH no es destrueixen per tocs accidentals i són més resistents a les ratllades que les reixes de relleu típiques.

## Exemples
Un exemple de xarxa de difracció que està a l'abast de tothom és un CD-ROM. Pot usar-se per demostrar l'efecte de la difracció fent incidir sobre ell llum solar i recollint-la en una paret.
L'assimilació de l'estructura d'alguns cristalls a xarxes de difracció permet obtindre de forma més o menys aproximada la distància entre els seus àtoms o plans d'àtoms.